# Gotthart A. Eichhorn

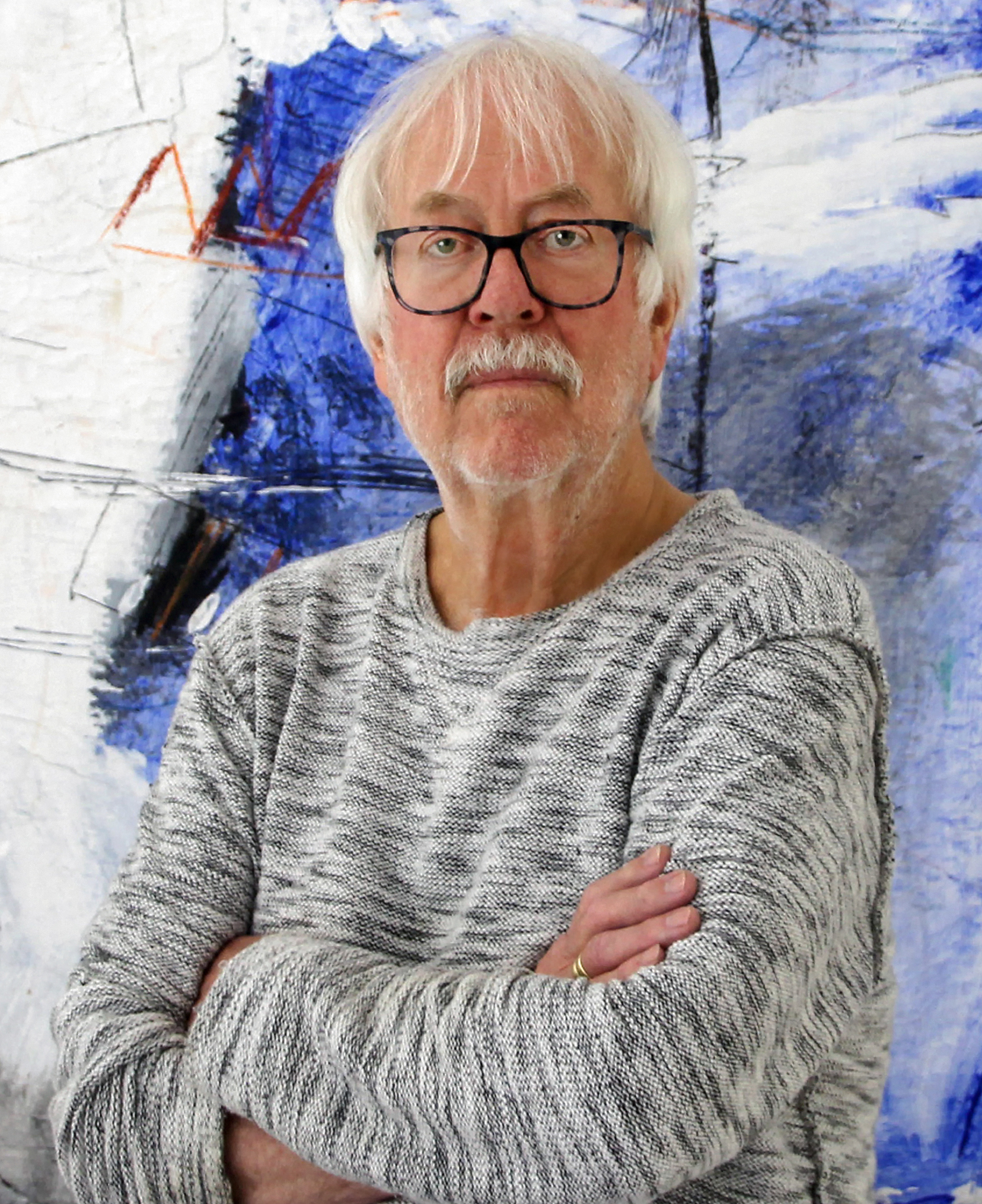
Gotthart A. Eichhorn, 2019

Gotthart A. Eichhorn (* 1941 in Görlitz) ist ein deutscher Fotograf, Fotodesigner und Autor.

## Leben und Wirken
Gotthart A. Eichhorn wurde als jüngstes von 5 Kindern in Görlitz geboren und floh im Februar 1945 während des Zweiten Weltkriegs mit seiner Mutter und den 4 Schwestern nach Idstein. Nachdem sein Vater, ein als Baltendeutscher aus seiner Heimat Estland vertriebener Architekt und Hochschullehrer, aus der Kriegsgefangenschaft entlassen worden war, zog die Familie nach Hagen (Westfalen), wo Eichhorn von 1951 bis 1960 seine Schulzeit am Fichte-Gymnasium verbrachte.
Nach dem Gymnasium hat er zunächst eine Volontariatsstelle als Journalist angetreten, dann aber eine Ausbildung als Fotograf absolviert. Im Anschluss an seine Ausbildung in Hagen und Frankfurt war er 5 Jahre verantwortlicher Fotograf im Großstudio der Firma Braun AG in Kronberg. Dabei kam es zu einer ihn prägenden Zusammenarbeit mit der Hochschule für Gestaltung Ulm, und er gewann mehrere Preise und Auszeichnungen im In- und Ausland. Seit 1971 ist er selbständig und arbeitet als Fotodesigner für internationale Agenturen und Konzerne. Er inszeniert zudem vielbeachtete audiovisuelle Diashows.
Stil, Phantasie und Perfektion sind die Grundlagen seiner fotografischen Arbeit. Er fotografiert das Leben, die Schönheit, die Illusion und die Flüchtigkeit und hält Ausschau nach Unerwartetem. Sein fotografisches Feingefühl, sein kooperativer Umgang mit Menschen – seien es Auftraggeber, Dargestellte oder Konsumenten – und seine professionelle Sicherheit ermöglichen es ihm, seine Ideen konzeptionell in Bilder umzusetzen. Die Begabung, auch den Dingen des Alltags ihre eigenständige Form zu geben und sie in Szene zu setzen, führten zu seinem Erfolg. Die Phantasien des Unbegreiflichen herauszufordern, ist Thema seiner Arbeit im Bereich der surrealistischen Fotografie, insbesondere bei Projekten für die Dresdner Bank, die seinen besonderen Ruf als künstlerisch arbeitender Werbefotograf verankerten.
Für seine Vita waren Begegnungen mit folgenden Designern und Auftraggebern von außerordentlicher Bedeutung und haben seine Arbeitsweise als Fotodesigner beeinflusst: Sein Vorgesetzter bei der Braun GmbH und mit Beginn seiner Selbstständigkeit sein Auftraggeber Wolfgang Schmittel sowie der langjährige Chefdesigner von Braun, Dieter Rams. In den 1980er Jahren beeinflussten ihn insbesondere Richard Bachinger von Olivetti, der Schriftdesigner Erik Spiekermann, dessen Mitbegründer der Agentur MetaDesign, Florian Fischer, und der Designer und Agenturinhaber Bernd Keller, für den er mehrere prämierte Kampagnen fotografierte.
Wesentlich für seine Arbeit war und ist die Ausbildung seiner Mitarbeiter in seinen drei Studios Kronberg, Eschborn und Frankfurt. Mit seinen Kameraassistenten verband ihn immer ein engagiertes Verhältnis bei der gemeinsamen Arbeit, und einige sind heute international renommierte Fotodesigner, wie Michael Ehrhart, Hans-Jürgen Herrmann, Jürgen Lecher und Ernst Wrba.
Nach seinem Rückzug aus der Großstadt Frankfurt in ein historisches Fachwerkhaus auf dem Lande arbeitet er auch wieder als Schriftsteller,
anfangs mit einer Reihe von Essays und 2012 mit seiner autobiografischen Erzählung „Reise in mein frühes Ich“. Er beschreibt darin die traumatisch erlebten Nachkriegsjahre seiner Jugend und offenbart dramatische Standbilder eines Lebensfilms. Eine sehr früh begonnene Liebe ist dabei ein zentrales Thema seiner Erzählung. Durch seinen leidenschaftlichen Aufbruch in die Medienwelt der 1960er Jahre entdeckt er die Fotografie als seine Ausdrucksmöglichkeit. Die Suche nach Klarheit und Schönheit bleibt dabei sein vorrangiges Ziel. Sein zweites Buch „Zukunft der Vergangenheit – ein Tatsachenroman“ beschreibt nicht nur die Beziehungsgeschichte zwischen einer Malerin und einem Fotografen, sondern auch die sich ändernde Gesellschaft und neue Weltordnung.

## Familie
Er heiratete 1968 in Frankfurt die Kunsthändlerin, Malerin und Zeichnerin Johanna K. Eichhorn, geb. Philipp (* 1945). 1972 wurde die gemeinsame Tochter Anna Carina Eichhorn geboren, die seit 2012 Vorstand (CEO) der humatrix AG ist, die sie 2001 gegründet hatte. Er lebt seit 2006 in Geiselbach-Omersbach.

## Veröffentlichungen
- Reise in mein frühes Ich. AAVAA Verlag, Hohen Neuendorf 2012, ISBN 978-3-8459-0415-3. Neuauflage, Tredition, Hamburg, 2020, ISBN 978-3-347-19312-3.
- New York Before Nine Eleven. YouTube-Audiovision, 23. Oktober 2020.
- Zukunft der Vergangenheit – ein Tatsachenroman. Tredition, Hamburg, 2020, ISBN 978-3-347-19284-3 (gebundene Ausgabe), ISBN 978-3-347-19283-6 (Taschenbuch) und ISBN 978-3-347-19285-0 (E-Book)
- Zwischen Hütten und Tempeln – Szenen aus dem Bazar von Luxor. YouTube-Audiovison, 12. Januar 2022.
- Archäologie einer Künstlerehe. YouTube-Audiovison, 27. Januar 2022.
- La rude belleza - Erzählung eines sardischen Sommers. YouTube-Audiovison, 25. April 2024.